# گوتورم نروژ
گوتورم نروژ (انگلیسی: Guttorm of Norway؛ ۱۱۹۹ – 11 august ۱۲۰۴ (۴−۵ سال)) یک پادشاه نروژ اهل نروژ بود. 